# Église Notre-Dame de Fauville-en-Caux
L'église Notre-Dame est une église catholique située dans la commune de Terres-de-Caux, en France.

## Localisation
L'église est située à Fauville-en-Caux, ancienne commune du département français de la Seine-Maritime.

## Historique
L'église est fondée au XXe siècle sous l'impulsion du curé Louis Dubois et remplace un ancien édifice du XIIIe siècle trop petit et excentré. L'architecte du nouvel édifice est Pierre Chirol.
La construction dure de 1913 à 1932. L'église est consacrée en 1916.
Le porche et le clocher sont achevés en 1937.
L'édifice est inscrit au titre des monuments historiques depuis le 27 septembre 2001.
Bâtie après la séparation de l'église et de l'état, l'église appartient au diocèse.

## Description
L'édifice est en briques et de style romano-byzantin et son clocher est haut de 60 m.
La tour lanterne est hexagonale.
Elle contient une cloche de la fin du XVIe siècle.